# فنكوم
فنكوم برودكشنز آيه/إس (بالإنجليزية: Funcom Productions A/S) ، هي شركة ألعاب فيديو للنشر والتطوير نرويجية، أسست سنة 1993م وأنتجت عدة ألعاب ومنها ذا سيكريت ورلد.

## وصلات خارجية
- Funcom الموقع الرسمي
- Funcom share information at the Oslo Stock Exchange
- Funcom FY 2010 Report نسخة محفوظة 14 يونيو 2021 على موقع واي باك مشين.